# 第73师团 (日本陆军)
第73师团（だいななじゅうさんしだん）是大日本帝國陸軍师团之一。

## 沿革
1944年7月，編入在名古屋師管下編成的中部軍。最初负责知多半島到駿河灣地区的防卫任务。其后负责防衛的区域，从丰桥南方向濱名湖地区縮小，师团總部从名古屋向丰橋转移。
1945年（昭和20年）2月，編入新设立的第13方面軍。在本土決戰的准备中迎来終战，1945年9月23日復員。

## 师团概要

### 歴代师团長
- 河田末三郎 中将：1944年7月8日 -

### 最終司令部構成
- 参謀長：野野山秀美中佐
  - 参謀：加藤元信少佐
  - 参謀：堀部和夫少佐

### 最終所属部隊
- 步兵第196联队（名古屋）：長谷川信哉大佐
- 步兵第197联队（静岡）：手島治雄大佐
- 步兵第198联队（岐阜）：吉川元大佐
- 野砲兵第73联队：野末一丸大佐
- 工兵第73联队：永泽正吾中佐
- 輜重兵第73联队：中川義弘中佐
- 第73师团速射砲隊：土屋嵓大尉
- 第73师团通信隊：
- 第73师团衛生隊：加藤光雄中佐
- 第73师团第1野战医院：飯島正章少佐
- 第73师团第4野战医院：
- 第73师团制毒隊：
- 第73师团兵器勤務隊：
- 第73师团病馬廠：